# Antônio José Duarte de Araújo Gondim
Antônio José Duarte de Araújo Gondim, primeiro e único barão de Araújo Gondim, (Recife, 14 de setembro de 1823 — Petrópolis 16 de maio de 1884) foi um diplomata brasileiro. Casou-se com Maria Carolina Cochrane.

## Carreira
Sua carreira diplomática teve início como adido em Lisboa, em 1839. Foi encarregado de negócios nas legações do Brasil em Santiago (1859) e Madri (1861). Promovido a ministro residente em 1867, foi transferido para Viena em 1867 e, em 1868, para Montevidéu. Nomeado em 1874 para chefiar a legação do Brasil em Buenos Aires, somente apresentou credenciais ao governo argentino em 1876, pela intercorrência de outra missão na capital do Paraguai.
Na Argentina, ocupou-se dos limites do Brasil com aquele país.

## Títulos nobiliárquicos
Comendador da Real Ordem de Carlos III de Espanha, dignitário da Imperial Ordem da Rosa e oficial da Ordem da Águia Vermelha.
Barão de Araújo Gondim, por título conferido por decreto imperial em maio de 1876.